# マイク・クリーガー
マイケル・クリーガー（Michel Krieger、1986年3月4日 - ）は、アメリカ合衆国の起業家、ソフトウェアエンジニア。Instagram共同創業者で元CTO。

## 来歴
ブラジルのサンパウロに生まれ、スタンフォード大学に通うため2004年に渡米した。スタンフォード大学在学中にケビン・シストロムに出会い、共にメイフィールド・フェローズ・プログラムに参加していた。
2010年10月、カリフォルニア州サンフランシスコにてシストロムと共にInstagramを共同設立。2012年4月、InstagramをFacebook, Inc（現：Meta Platforms, Inc.）に対して10億ドルで売却した。その後もInstagramのCTOを務めていたが、2018年9月をもってシストロムと共にInstagramを退社した。
2020年4月18日、シストロムと共に新型コロナウイルス感染症のアメリカ合衆国の州ごとの広がりを視覚化するWebサイト「rt.live」を公開した。
2023年1月31日、シストロムと共にAI活用ニュースアプリ・Artifactを発表した。しかし、わずか1年後の2024年2月末をもってArtifactの全てのサービスを終了すると発表した。

## 人物
妻は2015年に結婚したケイトリン・クリーガー。